# Ernst von Leyden
Ernst Viktor von Leyden, född 20 april 1832 i Danzig, död 5 oktober 1910 i Berlin, var en tysk läkare.
Leyden blev 1853 medicine doktor i Berlin, ingick 1854 som militärläkare vid armén, kallades 1885 till Königsberg som professor i patologi och terapi samt föreståndare för medicinska kliniken, förflyttades 1872 till Strassburg och 1876 till Berlin som professor och föreståndare för den propedeutiska kliniken där. Åren 1885-1907 var han föreståndare för medicinska kliniken på Charitésjukhuset i Berlin.
Leyden utgav en mängd större och mindre arbeten, bland dem Klinik der Rückenmarkskrankheiten (två band, 1874-75). Därjämte redigerade han sammelverken Handbuch der Ernährungstherapie und Diätetik (med Georg Klemperer, två band, 1898; ny upplaga 1903), Die deutsche Klinik (med densamme, 1900 ff.), uppsatte tillsammans med Friedrich Theodor von Frerichs Zeitschrift für klinische Medizin (1879), med Alfred Goldscheider Zeitschrift für physichalisch-diätetische Therapie (1898) samt med Carl Gerhardt och Bernhard Fränkel Zeitschrift für Tuberkulose und Heilstättenwesen.

## Fotnoter
1. 1 2  Who Named It?, Whonamedit?-ID: 21, läst: 9 oktober 2017.[källa från Wikidata]
2. 1 2  Brockhaus Enzyklopädie, Brockhaus Enzyklopädie-ID: leyden-ernst-viktor.[källa från Wikidata]
3. 1 2 3  Tjeckiska nationalbibliotekets databas, NKC-ID: nlk20000090054, läst: 23 november 2019.[källa från Wikidata]
4. ↑  Gemeinsame Normdatei, läst: 10 december 2014.[källa från Wikidata]